# Sneakernight
Sneakernight è il primo singolo tratto da Identified, il secondo album di Vanessa Hudgens.
È stato presentato a Radio Disney l'11 aprile 2008, e da maggio 2008 è stato possibile scaricare il brano da iTunes.
Il singolo è rimasto 9 settimane nella classifica Hot Dance Club Pay di Billboard e ha raggiunto la posizione #8.

## Video
La première del videoclip di Sneakernight è stata mandata in onda su Disney Channel il 13 giugno 2008.
La protagonista del video è la stessa Vanessa Hudgens, che, insieme ad alcune sue amiche, si reca a un party il cui tema principale è il ballo. Il video è stato anche mezzo di pubblicità per la Sears by Ecko, in quanto la Hudgens e tutte le comparse del video indossano le sneakers della succitata marca, di cui la cantante è testimonial.

## Remix
Di Sneakernight sono stati realizzati diversi remix ed è anche pubblicata una raccolta di remix chiamata Sneakernight The Remixes!.

## Classifiche
Nell'Australian ARIA Singles Chart riesce a raggiungere la 94ª posizione.
Nella Canadian Hot 100 la 95°.
Nella German Singles Chart la 98°.
Nell'U.S. Billboard Hot 100 l'88°.
Nell'U.S. Billboard Hot Dance Club Play l'8 posizione.
In Italia, nella classifica di TRL (Total Request Live), raggiunge la 4 posizione, fermandosi per diversi giorni alla 6ª,poi la 7°.